# TV Land
TV Land är en kabel- och satellit-TV-kanal i USA, som ägs av ViacomCBS Domestic Media Networks. Kanalen visade ursprungligen äldre TV-serier, men övergick senare till att visa både gammalt och nytt. I februari 2015 kunde kanalen ses i uppskattningsvis 92,5 miljoner hem (79,5 % av hushållen med minst en TV-apparat).